# برج بنك
تم دمج بنك برج ليمتد ، المعروف سابقًا باسم بنك داود الإسلامي المحدود (DIBL) ، في بنك البركة ،  وهو سادس بنك تجاري إسلامي متكامل في باكستان. حصل البنك على ترخيصه من بنك باكستان في مايو 2006 ،  وبدأ عملياته رسمياً يوم الجمعة 27 أبريل 2007.
جاء البنك نتيجة مبادرة من مجموعة داوود الأولى ، مع المؤسسة الإسلامية لتطوير القطاع الخاص في جدة ، وبنك يونيكورن للاستثمار في البحرين ، وشركة الصفاة للاستثمار في الكويت ، ومشروعات قرقاش (ذ.م.م) في دبي ، رجل الأعمال المقيم في سنغافورة عزام إسوف كوليا والشيخ عبد الله محمد الرميزان ، رجل أعمال من المملكة العربية السعودية. في يوليو 2011 ، تم تغيير اسم البنك إلى بنك برج.
كان المفتي منيب الرحمن يرأس إدارة الشريعة بالبنك كمستشار شرعي للبنك. لديه حاليا 75 فرعاً عبر الإنترنت.
لدى بنك برج مجموعة متنوعة من المنتجات والخدمات الممولة من الشريعة الإسلامية وغير الممولة التي تستهدف العملاء من الأفراد والشركات. كما يقدم البنك خدمات استشارية واستثمارية للشركات.
تم دمج برج بنك في بنك البركة في عام 2016.

## روابط خارجية
- الموقع الرسمي